# 東京第三師範学校
東京第三師範学校 （とうきょうだいさんしはんがっこう） は、1943年（昭和18年）に東京都に設置された官立の師範学校である。
本項は前身の東京府大泉師範学校を含めて記述する。

## 概要
- 1938年（昭和13年）に創設された東京府大泉師範学校を起源とする。
- 1943年（昭和18年）に官立（国立）への移管により男子部が置かれた。
- 戦後の1949年（昭和24年）学制改革で新制東京学芸大学 学芸学部 （現・教育学部） の母体の一つとなった。

## 沿革

### 府立期：1938(昭和13)年 - 1943(昭和18)年
- 1938年（昭和13年）
  - 1月 - 板橋区東大泉町に「東京府大泉師範学校」が創設される。初代校長に木下一雄が就任。
  - 4月 - 東京府大泉師範学校が開校。第二部単独校として開校[1]。
    - 第二部は入学資格を中学校卒業者とし、修業年限を2年とする。
    - 164名が入学し、5学級を構成する。

  - 9月 - 附属小学校が開校。
- 1941年（昭和16年）4月 - 国民学校令の施行により、附属小学校を附属国民学校と改称。

### 官立期：1943(昭和18)年 - 1951(昭和26)年
- 1943年（昭和18年）4月 - 師範教育令が改正され、官立（国立）移管により、「東京第三師範学校」（男子部）となる。本科3年・予科2年の専門学校となる。
- 1947年（昭和22年）4月 - 学制改革（六・三制の実施）が行われる。
  - 附属国民学校の初等科を改組し、附属小学校とする。
  - 附属国民学校の高等科を改組し、附属中学校（新制中学校）とする。
- 1949年（昭和24年）
  - 5月31日  - 新制大学「東京学芸大学」が発足し、学芸学部の母体として包括され「東京学芸大学東京第三師範学校」となる。
    - 師範学校の生徒募集を停止し、この時の入学生から東京学芸大学 学芸学部所属となる。
    - 師範学校時代の入学生が卒業するまで師範学校は存続されることとなる。
    - 大泉分校[2]が設置される。
    - 東京学芸大学初代学長には大泉師範学校初代校長でもあり、東京第一師範学校校長の木下一雄が就任。
- 1951年（昭和26年）3月31日 - 最後の卒業生を送り出し、東京第三師範学校が廃止される。

## 歴代校長
東京府大泉師範学校
- 初代 - 木下一雄（1938年（昭和13年）4月 - 1941年（昭和16年））
- 第2代 - 鈴木正明（1941年（昭和16年）- 1943年（昭和18年）3月まで）

東京第三師範学校
- 第3代 - 小野貞助（1943年（昭和18年）4月1日[3] - ）
- 第4代 - 田中保房（1946年（昭和21年）7月 - ）